# Hardenberg (Holandia)
Hardenberg – gmina w północnej Holandii, w prowincji Overijssel. Według danych na luty 2014 roku zamieszkiwało ją 59 615 mieszkańców. Siedzibą administracyjną jest miasto Hardenberg.

## Położenie
Gmina położona jest w północnej części kraju, w północno-wschodniej części prowincji. Siedziba gminy położona jest w odległości ok. 44 km na wschód od stolicy prowincji- Zwolle. Gminę przecinają drogi prowincjonalne N34, N36, N48, N343, N377, N852.